# جائزة التميز في النقد الأدبي
جائزة التميز في النقد الأدبي هي أعلى جائزة يمنحها اتحاد كتاب مصر للمبدعين من الأدباء في النقد الأدبي. وتمنح جائزة التميز سنويا في ثلاث مجالات هي: الشعر والقصة والرواية والنقد الأدبي.

## حيثيات منح الجائزة
تمنح الجائزة بناء على حيثيات وأسباب. على ألا يكون عضوًا من أعضاء مجلس إدارة النقابة العامة، أو إحدى النقابات الفرعية،.

## قيمة الجائزة
تبلغ قيمة الجائزة عشرون ألف جنيه مصري.

## الحاصلون عليها
- محمد علي سلامة
- حسين حمودة (2018)[2]
- حلمي محمد القاعود (2021)[3]